# Vindula bagrada
Vindula bagrada är en fjärilsart som beskrevs av Hans Fruhstorfer 1912. Vindula bagrada ingår i släktet Vindula och familjen praktfjärilar. Inga underarter finns listade i Catalogue of Life.